# Gitta Kutyniok
Gitta Kutyniok (Bielefeld, 22 de setembro de 1972) é uma matemática alemã, conhecida por suas pesquisas sobre análise harmônica, compressed sensing e processamento digital de imagem. Foi de 2011 a 2020 Einstein Professor of Mathematics e professora de ciência da computação e engenharia elétrica da Universidade Técnica de Berlim. Desde outubro de 2020 é professora da Universidade de Munique.

## Formação e carreira
Kutyniok frequentou a escola em Detmold, obtendo em 1996 um diploma em matemática e ciência da computação na Universidade de Paderborn, onde obteve um doutorado em 2000, com a tese Time-Frequency Analysis on Locally Compact Groups, orientada por Eberhard Kaniuth.

## Livros
Kutyniok é autora do livro Affine Density in Wavelet Analysis (Springer, 2007). Foi editora ou co-editora de diversos outros livros.

## Reconhecimento
Kutyniok foi eleita membro da Academia de Ciências e Humanidades de Berlim-Brandenburgo em 2016. Em 2019 foi nomeada SIAM Fellow "for contributions to applied harmonic analysis, compressed sensing, and imaging sciences".
Foi Emmy-Noether Lecturer da Associação dos Matemáticos da Alemanha em 2013, e selecionada como palestrante plenária do Congresso Europeu de Matemática em 2020/21.
Para o Congresso Internacional de Matemáticos de 2022 em São Petersburgo está listada como palestrante convidada.